# آسر البدراوي
آسر البدراوي، ممثل مصري شارك في العديد من الأعمال التليفزيونية.

## مسيرته الفنية
بدأ آسر البدراوي مسيرته الفنية في عام 2013 في مسلسل «آسيا» الذي قامت ببطولته الممثلة منى زكي وأخرجه محمد بكير، ثُم توالت مُشاركاته بعد ذلك في الدراما التليفزيونيّة. من أبرز مشاركاته في المسلسلات التليفزيونية أدائه لشخصية الطبيب النفسي في مسلسل «فوق مستوى الشبهات» في عام 2016، ودوره في مسلسل «لأعلى سعر» في عام 2017، وفي عام 2021 شارك في أول فيلم سينمائي له مع المخرج أحمد حداد بعنوان «أما عن حالة الطقس».

## أعماله
| سنة العرض | اسم العمل         | نوع العمل | الدور                  |
| --------- | ----------------- | --------- | ---------------------- |
| 2022      | أما عن حالة الطقس | فيلم      | عادل                   |
| 2021      | تفتيش             | مسلسل     |                        |
| 2018      | نسر الصعيد        | مسلسل     | أدهم                   |
| 2017      | لأعلى سعر         | مسلسل     | شادي مدير فرقة الباليه |
| 2017      | هذا المساء        | مسلسل     | رامز                   |
| 2017      | واحة الغروب       | مسلسل     |                        |
| 2016      | فوق مستوى الشبهات | مسلسل     | الطبيب النفسي          |
| 2013      | آسيا              | مسلسل     |                        |

## روابط خارجية
- صفحة الممثل على موقع قاعدة بيانات الأفلام العربية